# جان مولان
جان مولان (بالفرنسية: Jean Moulin)، من مواليد 20 حزيران/يونيو 1899 في بيزييه وتوفي في 8 تموز/يوليو 1943 قرب متز، هو مسؤول في فرنسا (محافظ أور ولوار) والمقاومة الفرنسية.
رفض الاحتلال النازي، وانضم في إيلول/سبتمبر 1941 إلى منظمة المقاومة فرنسا الحرة في لندن حيث مر عن طريق إسبانيا والبرتغال. واستقبله شارل ديغول، حيث قدم له جان مولان تقريرًا عن حالة المقاومة الفرنسية واحتياجاتها من المال والسلاح.
بعد بضع المقابلات، أرسله ديغول إلى ليون لتوحيد حركات المقاومة. وكان قد اعتقل في كالوير وكوير، وهي ضاحية من ضواحي ليون، في يوم 21 حزيران/يونيو 1943 واقتيد إلى مقر الغيستابو في ليون حيث عُذب. نقل بعد ذلك إلى الغيستابو في باريس. توفي في القطار الذي كان يحمله إلى ألمانيا قبل وصوله إلى الحدود، في 8 تموز/يوليو 1943. وسجلت وفاته في محطة متز.
قاد المجلس الوطني للمقاومة خلال الحرب العالمية الثانية. ويعد واحدًا من الأبطال الأساسيين للمقاومة. وعين عميدًا بعد وفاته أثناء التحرير، ثم لواءً في نوفمبر 1946.
وقد خصص له نصب تذكاري في مقبرة العظماء (البانثيون) حيث يدفن عظماء الجمهورية الفرنسية. لم يتم التعرف على جثته على وجه اليقين، والجرة التي نقلت إلى المقبرة تحتوي فقط على «رماد رمزي لجان مولان».

## روابط خارجية
- جان مولان على موقع الموسوعة البريطانية (الإنجليزية)
- جان مولان على موقع إن إن دي بي (الإنجليزية)